# اوری (وایومینگ)
اوری(به انگلیسی: Urie) شهری در ایالت وایومینگ کشور ایالات متحده آمریکا است که جمعیت آن در سرشماری سال ۲۰۱۰ میلادی، ۲۶۲ نفر بوده‌است.